# Buccinum scalariforme
Buccinum scalariforme is een slakkensoort uit de familie van de Buccinidae. De wetenschappelijke naam van de soort is voor het eerst geldig gepubliceerd in 1842 door Møller.